# Premier League Malti 1956-1957
Il campionato era formato da otto squadre e lo Sliema Wanderers vinse il titolo.

## Classifica finale
| Pos. | Squadra              | G  | V  | N | P | GF | GS | Punti |
| ---- | -------------------- | -- | -- | - | - | -- | -- | ----- |
| 1    | Sliema Wanderers     | 14 | 12 | 2 | 0 | 43 | 6  | 26    |
| 2    | Valletta F.C.        | 14 | 9  | 2 | 3 | 29 | 15 | 20    |
| 3    | Floriana             | 14 | 9  | 1 | 4 | 31 | 17 | 19    |
| 4    | Ħamrun Spartans F.C. | 14 | 5  | 3 | 6 | 14 | 16 | 13    |
| 5    | Rabat                | 14 | 4  | 2 | 8 | 17 | 34 | 10    |
| 6    | Birkirkara F.C.      | 14 | 2  | 5 | 7 | 17 | 26 | 9     |
| 7    | Hibernians F.C.      | 14 | 3  | 3 | 8 | 13 | 21 | 9     |
| 8    | Marsa F.C.           | 14 | 1  | 4 | 9 | 14 | 43 | 6     |